# Stonogobiops nematodes
Stonogobiops nematodes är en art av fiskar som tillhör familjen smörbultar. Som fullvuxen kan den bli upp till 6 cm lång. Den förekommer på 20–30 meters djup i kustnära hav kring Filippinerna, Indonesien och Seychellerna.
Arten är framförallt känd för att leva i symbios med pistolräkan, Alpheus randalli, i en form av mutualism. Fisken har bättre syn än pistolräkan, och varnar räkan då ett rovdjur närmar sig. I gengäld får smörbulten tillbringa natten skyddad i den gång som räkan grävt i bottensedimentet: sedan smörbulten simmat in i gången för natten, stänger räkan gången. Nämnas kan att flertalet andra arter av saltvattenlevande så kallade sandsmörbultar också tillbringar den mörka delen av dygnet nedgrävda, men att de då grävt sitt gömsle själva.

## Referenser

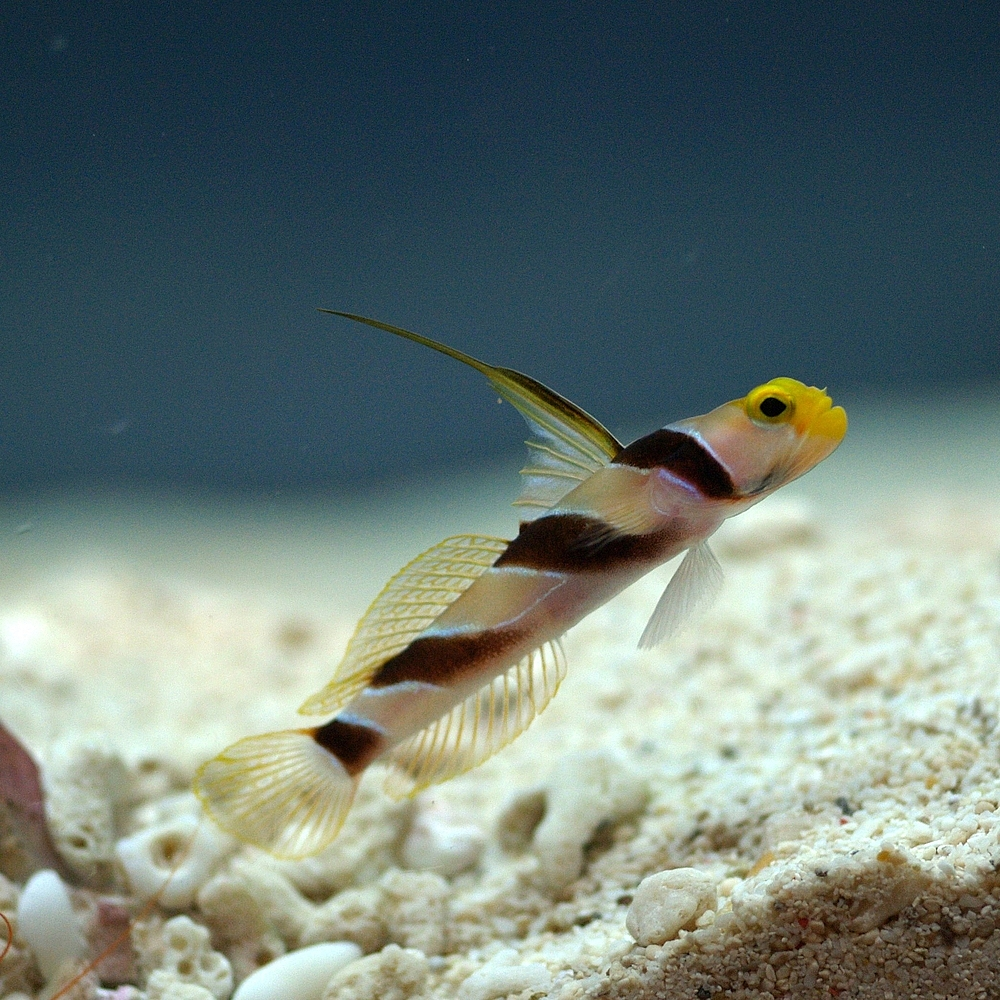
Stonogobiops nematodes